# Lodícula

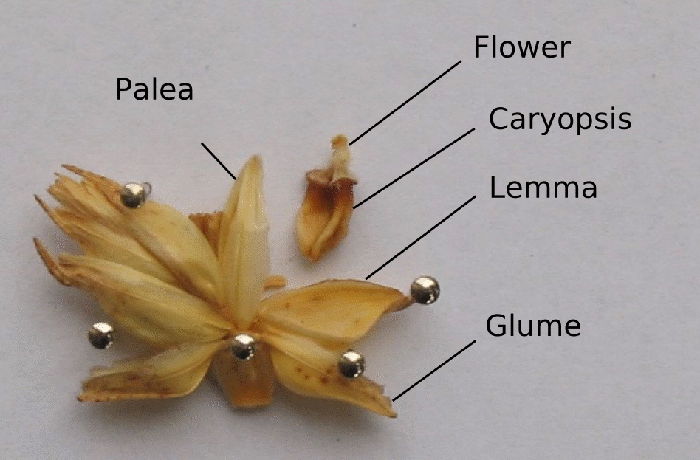
Detall de les parts de la flor del blat

Una lodícula és una, dues o tres petites esquames situada per sobre de la pàlea, a la base de l'ovari en una flor de gramínia que representa la corol·la, es creu que és un rudimentari periant. L'inflament de les lodícules aparten les bràctees de la flor i exposen els òrgans reproductius de la flor.